# 河原町 (岡崎市)
河原町（かわらちょう）は愛知県岡崎市岩津支所管区の町丁。丁番を持たない単独町名である。

## 地理
岡崎市の北西部に位置する。町北側から西側の境界には青木川が流れている。

### 河川
- 青木川

### 番地
| - 1 - 2 - 3 - 4 - 5 - 6 | - 7 - 8 - 9 - 10 - 11 - 12 | - 13 - 15 - 16 - 17 - 18 |

## 世帯数と人口
2019年（令和元年）5月1日現在の世帯数と人口は以下の通りである。
| 町丁   | 世帯数  | 人口  |
| ------ | ------- | ----- |
| 河原町 | 470世帯 | 888人 |

### 人口の変遷
国勢調査による人口の推移
| 1995年（平成7年）  | 837人 | [ 6 ]  |  |
| 2000年（平成12年） | 831人 | [ 7 ]  |  |
| 2005年（平成17年） | 873人 | [ 8 ]  |  |
| 2010年（平成22年） | 859人 | [ 9 ]  |  |
| 2015年（平成27年） | 896人 | [ 10 ] |  |

## 小・中学校の学区
市立小・中学校に通う場合、学区は以下の通りとなる。
| 番・番地等 | 小学校               | 中学校             |
| ---------- | -------------------- | ------------------ |
| 全域       | 岡崎市立大樹寺小学校 | 岡崎市立岩津中学校 |

## 歴史
額田郡百々村を前身とする。
1978年（昭和53年）3月21日に岡崎都市計画中部土地区画整理事業により、西阿知和町及び百々町の一部が独立し、分離後町名を河原町としてきたが2006年1月1日の額田町編入合併の際、額田町大字河原（かわはら）の町名の変更が必要になった。よって額田町大字河原は合併時に岡崎市の東部の河原町として東河原町となった（岩津地区の河原町は『かわらちょう』と呼ぶのに対し、額田地区の東河原町は『ひがしかわはらちょう』と読む）。

## 交通
道路
- 愛知県道39号岡崎足助線
  - 足助街道
  - 青木橋通り
- 都市計画道路岡崎環状線

## 施設

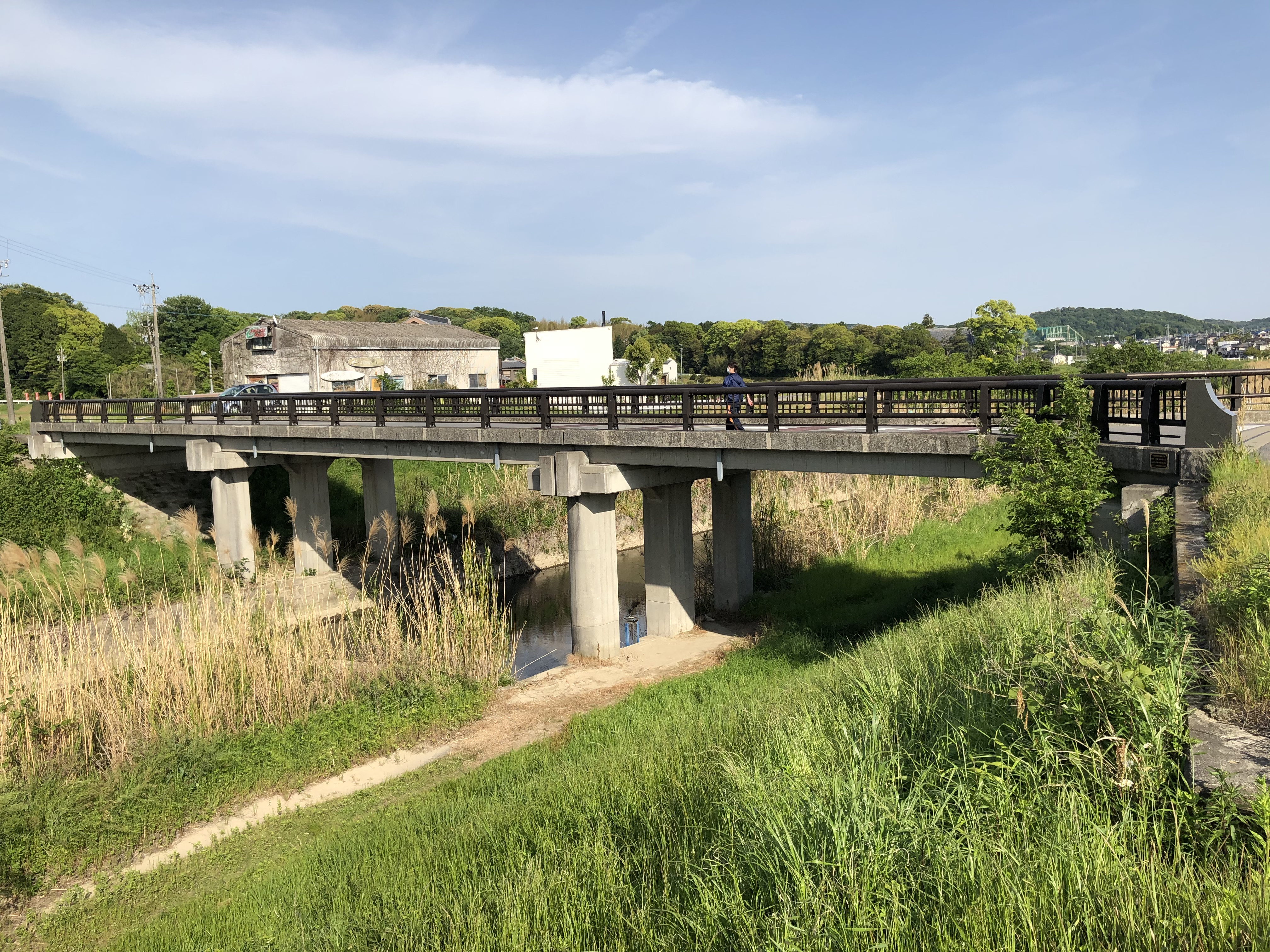
知波夜橋

- 岡崎市百々保育園
- ファミリーマート岡崎河原町店
- 不二家岡崎大樹寺店
- 岩津電気商会
- 中部北酪乳販岡崎営業所
- 国際経営三河営業所

## その他

### 日本郵便
- 郵便番号 : 444-2118[4]（集配局：岩津郵便局[12]）。

## 参考資料
- 「角川日本地名大辞典」編纂委員会 編『角川日本地名大辞典 23 愛知県』角川書店、1989年3月8日。ISBN 4-04-001230-5。
- 有限会社平凡社地方資料センター 編『日本歴史地名体系第23巻 愛知県の地名』平凡社、1981年。ISBN 4-582-49023-9。